# 日本の一般有料道路一覧

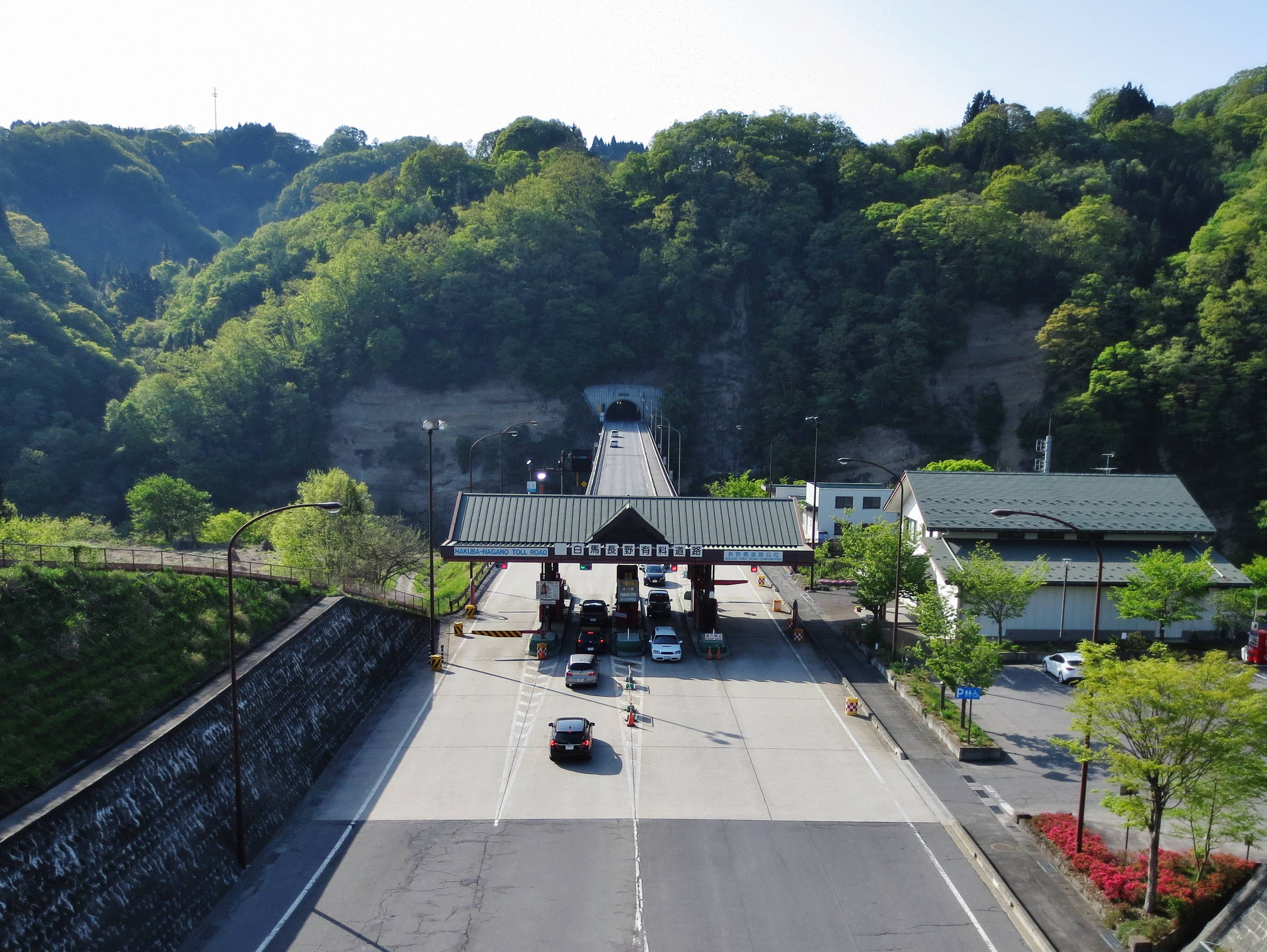
白馬長野有料道路（長野県）

日本の一般有料道路一覧（にほんのいっぱんゆうりょうどうろいちらん）は、日本における一般有料道路および有料道路として運営されている一般自動車道や林道などの一覧。
高速自動車国道および本州四国連絡道路、都市高速道路以外の有料道路を掲載対象とする。高速自動車国道に並行する一般国道自動車専用道路（A'路線）、国土交通大臣指定に基づく高規格幹線道路（一般国道の自動車専用道路）（B路線）、地域高規格道路及びその他の自動車専用道路については、一般有料道路として供用されているもののみ掲載している。全国路線網は一体で料金徴収期限が決められていて、度々変更されている。
地方道路公社管理の一般有料道路の料金徴収期限については維持管理有料制度による3路線を除き、2025年1月現在のものである。

## 北海道地方
|        | 路線番号 | 道路名                            | 管理者         | 道路区分     | 料金徴収期限 （予定） | 備考                            |
| ------ | -------- | --------------------------------- | -------------- | ------------ | --------------------- | ------------------------------- |
| 北海道 | E62      | 深川留萌自動車道 （深川沼田道路） | 東日本高速道路 | 一般有料道路 | （全国路線網）        | B路線 深川JCT - 深川西IC間      |
| 北海道 | E63      | 日高自動車道 （苫東道路）         | 東日本高速道路 | 一般有料道路 | （全国路線網）        | B路線 苫小牧東IC - 沼ノ端西IC間 |
| 北海道 |          | 藻岩山観光自動車道                | 札幌振興公社   | 一般自動車道 | -                     |                                 |

## 東北地方
|        | 路線番号 | 道路名                            | 管理者           | 道路区分     | 料金徴収期限 （予定） | 備考                                                                                              |
| ------ | -------- | --------------------------------- | ---------------- | ------------ | --------------------- | ------------------------------------------------------------------------------------------------- |
| 青森県 | E4A      | 百石道路                          | 東日本高速道路   | 一般有料道路 | （全国路線網）        | A'路線（東北縦貫自動車道八戸線に並行）                                                            |
| 青森県 | E4A      | みちのく有料道路                  | 青森県道路公社   | 一般有料道路 | 2029年11月12日        | A'路線（東北縦貫自動車道八戸線に並行）                                                            |
| 青森県 | E4A      | 第二みちのく有料道路              | 青森県道路公社   | 一般有料道路 | 2032年3月29日         | A'路線（東北縦貫自動車道八戸線に並行）                                                            |
| 青森県 |          | 青森空港有料道路                  | 青森県道路公社   | 一般有料道路 | 2027年7月18日         |                                                                                                   |
| 青森県 |          | 津軽岩木スカイライン              | 岩木スカイライン | 一般自動車道 | -                     |                                                                                                   |
| 秋田県 | E7       | 秋田自動車道 （秋田外環状道路）   | 東日本高速道路   | 一般有料道路 | （全国路線網）        | A'路線（東北横断自動車道に並行） 秋田自動車道の一部として案内される                               |
| 秋田県 | E7       | 秋田自動車道 （琴丘能代道路）     | 東日本高速道路   | 一般有料道路 | （全国路線網）        | A'路線（日本海沿岸東北自動車道に並行） 琴丘森岳IC - 能代南IC間 秋田自動車道の一部として案内される |
| 秋田県 | E13      | 東北中央自動車道 （湯沢横手道路） | 東日本高速道路   | 一般有料道路 | （全国路線網）        | A'路線（東北中央自動車道に並行） 湯沢IC - 横手IC間                                                |
| 宮城県 | E6       | 仙台東部道路                      | 東日本高速道路   | 一般有料道路 | （全国路線網）        | A'路線（常磐自動車道に並行）                                                                      |
| 宮城県 | E6       | 仙台北部道路                      | 東日本高速道路   | 一般有料道路 | （全国路線網）        | A'路線（常磐自動車道に並行）                                                                      |
| 宮城県 | E48      | 仙台南部道路                      | 東日本高速道路   | 一般有料道路 | （全国路線網）        | 地域高規格道路                                                                                    |
| 宮城県 | E6 E45   | 三陸自動車道 （仙塩道路）         | 東日本高速道路   | 一般有料道路 | （全国路線網）        | B路線 仙台港北IC - 利府中IC間                                                                     |
| 宮城県 | E45      | 三陸自動車道 （仙台松島道路）     | 宮城県道路公社   | 一般有料道路 | 2039年7月31日         | B路線 利府中IC - 鳴瀬奥松島IC間                                                                   |
| 宮城県 |          | 蔵王ハイライン                    | 宮城交通         | 一般自動車道 | -                     |                                                                                                   |
| 山形県 | E13      | 東北中央自動車道 （米沢南陽道路） | 東日本高速道路   | 一般有料道路 | （全国路線網）        | A'路線（東北中央自動車道に並行） 東北中央自動車道の一部として案内される                           |
| 山形県 |          | 羽黒山有料道路                    | 庄内交通         | 一般自動車道 | -                     |                                                                                                   |
| 山形県 |          | 湯殿山有料道路                    | 庄内交通         | 一般自動車道 | -                     |                                                                                                   |
| 福島県 | E80      | あぶくま高原道路 （福島空港道路） | 福島県道路公社   | 一般有料道路 | 2031年3月26日         | 地域高規格道路「福島空港・あぶくま南道路」の一部 矢吹中央IC - 玉川IC間                            |

## 関東地方
|          | 路線番号 | 道路名                                            | 管理者                         | 道路区分     | 料金徴収期限 （予定） | 備考 |
| -------- | -------- | ------------------------------------------------- | ------------------------------ | ------------ | --------------------- | --- |
| 広域     | C4       | 首都圏中央連絡自動車道                            | 東日本高速道路                 | 一般有料道路 | （全国路線網）        | B路線 あきる野IC - 大栄JCT間 松尾横芝IC - 木更津JCT間 |
| 広域     | C4       | 首都圏中央連絡自動車道                            | 中日本高速道路                 | 一般有料道路 | （全国路線網）        | B路線 茅ヶ崎JCT - あきる野IC間 |
| 広域     | CA       | 東京湾横断道路 （東京湾アクアライン）             | 東日本高速道路                 | 一般有料道路 | （全国路線網）        | 地域高規格道路 |
| 茨城県   | E50      | 北関東自動車道 （東水戸道路）                     | 東日本高速道路                 | 一般有料道路 | （全国路線網）        | A'路線（北関東自動車道に並行） |
| 茨城県   | E50      | 常陸那珂有料道路                                  | 茨城県道路公社                 | 一般有料道路 | 2029年7月21日         | 地域高規格道路「水戸外環状道路」の一部 |
| 茨城県   |          | 水海道有料道路                                    | 茨城県道路公社                 | 一般有料道路 | 2027年8月6日          | |
| 茨城県   |          | 若草大橋有料道路 （第二栄橋有料道路）             | 茨城県道路公社                 | 一般有料道路 | 2036年4月17日         | 一部区間は千葉県に所在 |
| 茨城県   |          | 日立有料道路                                      | 茨城県道路公社                 | 一般有料道路 | 2033年10月19日        | |
| 栃木県   | E81      | 日光宇都宮道路 （日光道）                         | 栃木県道路公社                 | 一般有料道路 | 2034年5月19日         | 地域高規格道路 |
| 栃木県   |          | 宇都宮鹿沼道路 （さつきロード）                   | 栃木県道路公社                 | 一般有料道路 | 2026年3月17日         | |
| 群馬県   |          | 万座ハイウェー                                    | 西武リアルティソリューションズ | 一般自動車道 | -                     | |
| 群馬県   |          | 鬼押ハイウェー                                    | 西武リアルティソリューションズ | 一般自動車道 | -                     | |
| 埼玉県   |          | 皆野寄居有料道路 （皆野寄居バイパス）             | 埼玉県道路公社                 | 一般有料道路 | 2031年3月27日         | 地域高規格道路「西関東連絡道路」の一部 |
| 埼玉県   |          | 新見沼大橋有料道路                                | 埼玉県道路公社                 | 一般有料道路 | 2026年11月27日        | 越谷浦和バイパスの一部 |
| 埼玉県   |          | 三郷流山橋有料道路                                | 埼玉県道路公社                 | 一般有料道路 | 2053年11月25日        | 一部区間は千葉県に所在 |
| 千葉県   | E14      | 京葉道路                                          | 東日本高速道路                 | 一般有料道路 | （全国路線網）        | 篠崎ICから宮野木JCTの区間はその他の自動車専用道路。その他の自動車専用道路の一部区間は東京都に存在。 宮野木JCTから千葉南JCTの区間はA'路線（東関東自動車道館山線に並行） |
| 千葉県   | E14      | 富津館山道路                                      | 東日本高速道路                 | 一般有料道路 | （全国路線網）        | A'路線（東関東自動車道館山線に並行） |
| 千葉県   | E82      | 千葉東金道路                                      | 東日本高速道路                 | 一般有料道路 | （全国路線網）        | 地域高規格道路 |
| 千葉県   | CA       | 東京湾横断道路連絡道 （東京湾アクアライン連絡道） | 東日本高速道路                 | 一般有料道路 | （全国路線網）        | 地域高規格道路 |
| 千葉県   |          | 銚子連絡道路 （山武東総道路一期）                 | 千葉県道路公社                 | 一般有料道路 | 2046年3月24日         | 地域高規格道路 松尾横芝IC - 横芝光IC間 |
| 千葉県   |          | 九十九里有料道路                                  | 千葉県道路公社                 | 一般自動車道 | -                     | |
| 千葉県   |          | 東金九十九里有料道路                              | 千葉県道路公社                 | 一般有料道路 | 2028年3月19日         | |
| 千葉県   |          | 銚子新大橋有料道路 （利根かもめ大橋有料道路）     | 千葉県道路公社                 | 一般有料道路 | 2030年3月17日         | 一部区間は茨城県に所在 |
| 千葉県   |          | 鋸山登山自動車道                                  | 新興土建                       |              | -                     | |
| 東京都   | D8       | 東京高速道路                                      | 東京高速道路                   | 一般自動車道 | -                     | 通行料は無料 |
| 神奈川県 | E83      | 第三京浜道路                                      | 東日本高速道路                 | 一般有料道路 | （全国路線網）        | 地域高規格道路 |
| 神奈川県 | E83      | 横浜新道                                          | 東日本高速道路                 | 一般有料道路 | （全国路線網）        | 地域高規格道路 |
| 神奈川県 | E16      | 横浜横須賀道路                                    | 東日本高速道路                 | 一般有料道路 | （全国路線網）        | 地域高規格道路 |
| 神奈川県 | E84      | 新湘南バイパス                                    | 中日本高速道路                 | 一般有料道路 | （全国路線網）        | 地域高規格道路 一部区間は首都圏中央連絡自動車道（B路線）とも重複 |
| 神奈川県 | E84      | 西湘バイパス                                      | 中日本高速道路                 | 一般有料道路 | （全国路線網）        | その他の自動車専用道路 |
| 神奈川県 | E85      | 小田原厚木道路                                    | 中日本高速道路                 | 一般有料道路 | （全国路線網）        | 平塚IC - 東名高速道路厚木IC（JCT兼用）の区間はその他の自動車専用道路                                                                                                   |
| 神奈川県 |          | 逗葉新道                                          | 神奈川県道路公社               | 一般自動車道 | -                     | |
| 神奈川県 |          | 三浦縦貫道路 （三浦サンサンライン）               | 神奈川県道路公社               | 一般有料道路 | 2030年3月3日          | その他の自動車専用道路 |
| 神奈川県 |          | 真鶴道路（新道） （真鶴ブルーライン）             | 神奈川県道路公社               | 一般有料道路 | 2028年9月3日          | 維持管理有料道路 |
| 神奈川県 | D18aD18b | 箱根ターンパイク （アネスト岩田ターンパイク箱根） | 箱根ターンパイク               | 一般自動車道 | -                     | |
| 神奈川県 |          | 芦ノ湖スカイライン                                | 芦ノ湖スカイライン             | 一般自動車道 | -                     | 一部区間は静岡県に所在 |
| 神奈川県 |          | 湯河原パークウェイ                                | 伊豆箱根鉄道                   | 一般自動車道 | -                     | |

## 中部地方
|        | 路線番号 | 道路名                                        | 管理者                   | 道路区分     | 料金徴収期限 （予定） | 備考                                                                                         |
| ------ | -------- | --------------------------------------------- | ------------------------ | ------------ | --------------------- | -------------------------------------------------------------------------------------------- |
| 広域   | C3       | 東海環状自動車道                              | 中日本高速道路           | 一般有料道路 | （全国路線網）        | B路線                                                                                        |
| 広域   | E67      | 安房峠道路                                    | 中日本高速道路           | 一般有料道路 | 2049年3月30日         | B路線「中部縦貫自動車道」の一部                                                              |
| 広域   | E68      | 東富士五湖道路                                | 中日本高速道路           | 一般有料道路 | （全国路線網）        | その他の自動車専用道路                                                                       |
| 富山県 | E41      | 能越自動車道 （高岡砺波道路）                 | 富山県道路公社           | 一般有料道路 | 2042年6月21日         | B路線 小矢部砺波JCT - 小矢部東IC間                                                           |
| 富山県 |          | 立山有料道路                                  | 富山県道路公社           | 一般有料道路 | 2041年11月30日        |                                                                                              |
| 富山県 |          | 有峰林道                                      | 富山県農林水産公社       | 林道         | -                     |                                                                                              |
| 石川県 |          | 白山白川郷ホワイトロード                      | 石川県林業公社           | 林道         | -                     |                                                                                              |
| 山梨県 |          | 雁坂トンネル有料道路                          | 山梨県道路公社           | 一般有料道路 | 2028年4月22日         | 地域高規格道路「西関東連絡道路」の一部 一部区間は埼玉県に所在                                |
| 山梨県 |          | 富士山有料道路 （富士スバルライン）           | 山梨県道路公社           | 一般有料道路 | 2025年9月30日         | 維持管理有料道路                                                                             |
| 長野県 |          | 五輪大橋有料道路 （新長野大橋有料道路）       | 長野県道路公社           | 一般有料道路 | 2026年12月25日        | 地域高規格道路「長野環状道路」の一部                                                         |
| 長野県 |          | 白糸ハイランドウェイ                          | 白糸ハイランドウェイ     | 一般自動車道 | -                     |                                                                                              |
| 岐阜県 |          | 白山白川郷ホワイトロード                      | 岐阜県森林公社           | 林道         | -                     |                                                                                              |
| 岐阜県 |          | 伊吹山ドライブウェイ                          | 日本自動車道             | 一般自動車道 | -                     | 一部区間は滋賀県に所在                                                                       |
| 静岡県 |          | 伊豆中央道                                    | 静岡県道路公社           | 一般有料道路 | 2057年3月8日          |                                                                                              |
| 静岡県 |          | 修善寺道路                                    | 静岡県道路公社           | 一般有料道路 | 2057年3月8日          | B路線「伊豆縦貫自動車道」の一部                                                              |
| 静岡県 |          | 浜名湖新橋有料道路 （はまゆう大橋）           | 静岡県道路公社           | 一般有料道路 | 2034年3月29日         |                                                                                              |
| 静岡県 | D29      | 箱根スカイライン                              | 静岡県道路公社           | 一般自動車道 | -                     |                                                                                              |
| 静岡県 | D10      | 伊豆スカイライン                              | 静岡県道路公社           | 一般自動車道 | -                     |                                                                                              |
| 静岡県 |          | 熱海ビーチライン                              | 熱海インフラマネジメント | 一般自動車道 | -                     |                                                                                              |
| 静岡県 |          | 南富士エバーグリーンライン （日本ランド道路） | 富士急行                 | 一般自動車道 | -                     |                                                                                              |
| 愛知県 | E1A      | 伊勢湾岸道路 （名港トリトン）                 | 中日本高速道路           | 一般有料道路 | （全国路線網）        | A'路線（東海IC - 名港中央IC間は第二東海自動車道、名港中央IC - 飛島IC間は近畿自動車道に並行） |
| 愛知県 | E87      | 知多半島道路                                  | 愛知道路コンセッション   | 一般有料道路 | 2046年3月31日         | 地域高規格道路「知多中央道路」の一部                                                         |
| 愛知県 |          | 南知多道路                                    | 愛知道路コンセッション   | 一般有料道路 | 2046年3月31日         | 地域高規格道路「知多中央道路」の一部                                                         |
| 愛知県 | E87      | 知多横断道路 （セントレアライン）             | 愛知道路コンセッション   | 一般有料道路 | 2046年3月31日         | 地域高規格道路                                                                               |
| 愛知県 | E87      | 中部国際空港連絡道路 （セントレアライン）     | 愛知道路コンセッション   | 一般有料道路 | 2046年3月31日         |                                                                                              |
| 愛知県 |          | 衣浦トンネル                                  | 愛知道路コンセッション   | 一般有料道路 | 2029年11月29日        |                                                                                              |
| 愛知県 |          | 猿投グリーンロード                            | 愛知道路コンセッション   | 一般有料道路 | 2029年6月22日         |                                                                                              |
| 愛知県 |          | 名古屋瀬戸道路                                | 愛知道路コンセッション   | 一般有料道路 | 2044年11月26日        | 地域高規格道路                                                                               |
| 愛知県 |          | 衣浦豊田道路                                  | 愛知道路コンセッション   | 一般有料道路 | 2034年3月5日          | 地域高規格道路                                                                               |
| 愛知県 |          | 三ヶ根山スカイライン                          | 愛知県道路公社           | 一般自動車道 | -                     |                                                                                              |

## 近畿地方
|          | 路線番号 | 道路名                                                        | 管理者             | 道路区分       | 料金徴収期限 （予定） | 備考                                          |
| -------- | -------- | ------------------------------------------------------------- | ------------------ | -------------- | --------------------- | --------------------------------------------- |
| 広域     | E88      | 京滋バイパス                                                  | 西日本高速道路     | 一般有料道路   | （全国路線網）        | 地域高規格道路                                |
| 広域     | E89      | 第二京阪道路                                                  | 西日本高速道路     | 一般有料道路   | （全国路線網）        | 地域高規格道路                                |
| 広域     | E91      | 南阪奈道路                                                    | 西日本高速道路     | 一般有料道路   | （全国路線網）        | 地域高規格道路                                |
| 広域     | E92      | 第二阪奈道路                                                  | 西日本高速道路     | 一般有料道路   | （全国路線網）        | 地域高規格道路                                |
| 三重県   | C3       | 東海環状自動車道                                              | 中日本高速道路     | 一般有料道路   | （全国路線網）        | B路線                                         |
| 三重県   |          | 伊勢志摩スカイライン （伊勢志摩 e-POWER ROAD）                | 三重県観光開発     | 一般自動車道   | -                     |                                               |
| 滋賀県   |          | 琵琶湖大橋有料道路                                            | 滋賀県道路公社     | 一般有料道路   | 2047年1月21日         |                                               |
| 滋賀県   |          | 比叡山自動車道 （比叡山ドライブウェイ）                       | 比叡山自動車道     | 一般自動車道   | -                     | 一部区間は京都府に所在                        |
| 滋賀県   |          | 奥比叡参詣自動車道 （奥比叡ドライブウェイ）                   | 奥比叡参詣自動車道 | 一般自動車道   | -                     | 一部区間は京都府に所在                        |
| 京都府   | E9       | 京都縦貫自動車道                                              | 西日本高速道路     | 一般有料道路   | （全国路線網）        | B路線                                         |
| 京都府   | E24      | 京奈和自動車道                                                | 西日本高速道路     | 一般有料道路   | （全国路線網）        | B路線 城陽IC - 木津IC間                       |
| 京都府   |          | 嵐山-高雄パークウエイ                                         | 西山ドライブウエイ | 一般自動車道   | -                     |                                               |
| 京都府   | E9       | 山陰近畿自動車道                                              | 京都府道路公社     | 一般有料道路   | 2055年                | 地域高規格道路                                |
| 大阪府   | E71      | 関西国際空港連絡橋                                            | 西日本高速道路     | 一般有料道路   | -                     | 全国路線網                                    |
| 大阪府   | E90      | 堺泉北道路                                                    | 西日本高速道路     | 一般有料道路   | （全国路線網）        | 地域高規格道路                                |
| 大阪府   |          | 箕面有料道路 （箕面グリーンロード）                           | 大阪府道路公社     | 一般有料道路   | 2047年5月29日         | 地域高規格道路                                |
| 大阪府   |          | 鳥飼仁和寺大橋有料道路 （千里丘寝屋川橋有料道路）             | 大阪府道路公社     | 一般有料道路   | 2027年2月27日         |                                               |
| 大阪府   |          | 五月山ドライブウェイ                                          | 池田市             | 都市公園内園路 | -                     |                                               |
| 兵庫県   | E93      | 第二神明道路                                                  | 西日本高速道路     | 一般有料道路   | （全国路線網）        | 地域高規格道路                                |
| 兵庫県   | E94      | 第二神明道路北線 （神戸西バイパス）                           | 西日本高速道路     | 一般有料道路   | （全国路線網）        | 地域高規格道路                                |
| 兵庫県   | E72      | 遠阪トンネル有料道路 （遠阪トンネル）                         | 兵庫県道路公社     | 一般有料道路   | 2041年3月31日         | B路線「北近畿豊岡自動車道」の一部             |
| 兵庫県   | E95      | 播但連絡道路 （播但有料道路）                                 | 兵庫県道路公社     | 一般有料道路   | 2042年10月21日        | 地域高規格道路 1期および2期。                 |
| 兵庫県   |          | 六甲有料道路                                                  | 神戸市道路公社     | 一般有料道路   | 2043年7月2日          |                                               |
| 兵庫県   |          | 六甲北有料道路 （北神バイパス）                               | 神戸市道路公社     | 一般有料道路   | 2043年7月2日          | 地域高規格道路 1期および2期。                 |
| 兵庫県   |          | 西神戸有料道路 （山麓バイパス）                               | 神戸市道路公社     | 一般有料道路   | 2040年11月28日        | 2期。1期は無料開放済み。                      |
| 兵庫県   |          | ハーバーハイウェイ （港湾幹線道路）                           | 神戸市             | 臨港道路       | -                     |                                               |
| 兵庫県   |          | 芦有ドライブウェイ                                            | 芦有ドライブウェイ | 一般自動車道   | -                     |                                               |
| 奈良県   |          | 信貴生駒スカイライン                                          | 近畿日本鉄道       | 一般自動車道   | -                     | 一部区間は大阪府に所在 運営は近鉄生駒レジャー |
| 奈良県   |          | 奈良奥山ドライブウェイ 新若草山自動車道・高円山ドライブウェイ | 新若草山自動車道   | 一般自動車道   | -                     | 一部区間は都市公園内園路                      |
| 和歌山県 | E42      | 湯浅御坊道路                                                  | 西日本高速道路     | 一般有料道路   | （全国路線網）        | A'路線（近畿自動車道紀勢線に並行）            |

## 中国地方
|        | 路線番号 | 道路名                                           | 管理者         | 道路区分     | 料金徴収期限 （予定） | 備考                                                                               |
| ------ | -------- | ------------------------------------------------ | -------------- | ------------ | --------------------- | ---------------------------------------------------------------------------------- |
| 島根県 | E9       | 山陰自動車道 （安来道路）                        | 西日本高速道路 | 一般有料道路 | （全国路線網）        | A'路線（山陰自動車道に並行） 山陰自動車道の一部として案内される                    |
| 島根県 | E9       | 山陰自動車道 （江津道路）                        | 西日本高速道路 | 一般有料道路 | （全国路線網）        | A'路線（山陰自動車道に並行） 江津IC - 浜田JCT間 山陰自動車道の一部として案内される |
| 広島県 | E2       | 広島岩国道路                                     | 西日本高速道路 | 一般有料道路 | （全国路線網）        | A'路線（山陽自動車道に並行） 山陽自動車道の一部として案内される                    |
| 広島県 | E31      | 広島呉道路 （クレアライン）                      | 西日本高速道路 | 一般有料道路 | （全国路線網）        | 地域高規格道路                                                                     |
| 広島県 |          | 安芸灘大橋有料道路                               | 広島県道路公社 | 一般有料道路 | 2030年1月17日         |                                                                                    |
| 広島県 |          | 海田大橋 （広島ベイブリッジ） 臨港道路出島海田線 | 広島県         | 臨港道路     | -                     | 地域高規格道路「広島南道路」の一部 ひろしま港湾管理センターへ管理委託              |

## 四国地方
|        | 路線番号 | 道路名           | 管理者           | 道路区分     | 料金徴収期限 （予定） | 備考  |
| ------ | -------- | ---------------- | ---------------- | ------------ | --------------------- | ----- |
| 愛媛県 | E76      | 今治小松自動車道 | 西日本高速道路   | 一般有料道路 | （全国路線網）        | B路線 |
| 愛媛県 |          | 平野林道         | いしづち森林組合 | 林道         | -                     |       |

## 九州地方
|          | 路線番号 | 道路名                                           | 管理者           | 道路区分     | 料金徴収期限 （予定） | 備考                                                                                    |
| -------- | -------- | ------------------------------------------------ | ---------------- | ------------ | --------------------- | --------------------------------------------------------------------------------------- |
| 福岡県   |          | 関門トンネル                                     | 西日本高速道路   | 一般有料道路 | 2045年9月30日         | 維持管理有料道路                                                                        |
| 福岡県   | E10      | 東九州自動車道 （椎田道路）                      | 西日本高速道路   | 一般有料道路 | （全国路線網）        | A'路線（東九州自動車道に並行）                                                          |
| 福岡県   |          | 八木山バイパス                                   | 西日本高速道路   | 一般有料道路 | 2050年9月30日         | 2014年10月1日に一度無料開放されたが、4車線化に伴い2025年3月30日料金徴収開始（再有料化） |
| 福岡県   | E35      | 西九州自動車道 （福岡前原有料道路） （今宿道路） | 福岡県道路公社   | 一般有料道路 | 2038年6月23日         | B路線「西九州自動車道」の一部                                                           |
| 佐賀県   | E35      | 西九州自動車道 （武雄佐世保道路）                | 西日本高速道路   | 一般有料道路 | （全国路線網）        | B路線                                                                                   |
| 佐賀県   |          | 厳木多久道路 （ひまわりロード）                  | 佐賀県道路公社   | 一般有料道路 | 2026年7月29日         | 地域高規格道路「佐賀唐津道路」の一部                                                    |
| 佐賀県   |          | 東脊振トンネル （さざんかロード）                | 佐賀県道路公社   | 一般有料道路 | 2036年3月20日         |                                                                                         |
| 佐賀県   |          | 三瀬トンネル有料道路 （やまびこロード）          | 佐賀県道路公社   | 一般有料道路 | 2030年2月1日          | 一部区間は福岡県に所在                                                                  |
| 長崎県   | E35      | 西九州自動車道 （武雄佐世保道路・佐世保道路）    | 西日本高速道路   | 一般有料道路 | （全国路線網）        | B路線                                                                                   |
| 長崎県   | E96      | 長崎バイパス                                     | 西日本高速道路   | 一般有料道路 | （全国路線網）        | その他の自動車専用道路                                                                  |
| 長崎県   |          | 川平有料道路                                     | 長崎県道路公社   | 一般有料道路 | 2028年7月1日          | その他の自動車専用道路                                                                  |
| 長崎県   | E34      | ながさき出島道路 （出島バイパス）                | 長崎県道路公社   | 一般有料道路 | 2034年3月26日         | 地域高規格道路「長崎南北幹線道路」の一部                                                |
| 長崎県   |          | ながさき女神大橋道路 （ヴィーナスウィング）      | 長崎県道路公社   | 一般有料道路 | 2035年12月10日        | 地域高規格道路「長崎南環状線」の一部                                                    |
| 長崎県   |          | 西海パールライン有料道路 （江上バイパス）        | 長崎県道路公社   | 一般有料道路 | 2029年4月18日         | 地域高規格道路「西彼杵道路」の一部                                                      |
| 熊本県   | E3A      | 南九州自動車道 （八代日奈久道路）                | 西日本高速道路   | 一般有料道路 | （全国路線網）        | B路線                                                                                   |
| 熊本県   |          | 松島有料道路                                     | 熊本県道路公社   | 一般有料道路 | 2032年5月16日         | 地域高規格道路「熊本天草幹線道路」の一部                                                |
| 熊本県   |          | 阿蘇山公園道路                                   | 阿蘇市           | 自然公園道路 | -                     |                                                                                         |
| 大分県   | E10      | 東九州自動車道 （宇佐別府道路）                  | 西日本高速道路   | 一般有料道路 | （全国路線網）        | A'路線（東九州自動車道に並行）                                                          |
| 大分県   | E97      | 日出バイパス                                     | 西日本高速道路   | 一般有料道路 | （全国路線網）        | 地域高規格道路「大分空港道路」の一部                                                    |
| 大分県   |          | 久住高原ロードパーク                             | 岩崎産業         | 一般自動車道 | -                     | 2016年の熊本地震発生後、通行止めとなっている                                            |
| 宮崎県   | E10      | 東九州自動車道 （延岡南道路）                    | 西日本高速道路   | 一般有料道路 | （全国路線網）        | A'路線（東九州自動車道に並行） 東九州自動車道の一部として案内される                     |
| 宮崎県   | E98      | 一ツ葉有料道路 （一ツ葉くろしおライン）          | 宮崎県道路公社   | 一般有料道路 | 2030年2月28日         | 地域高規格道路「宮崎東環状道路」の一部                                                  |
| 鹿児島県 | E78      | 東九州自動車道 （隼人道路）                      | 西日本高速道路   | 一般有料道路 | （全国路線網）        | A'路線（東九州自動車道に並行） 東九州自動車道の一部として案内される                     |
| 鹿児島県 | E3A      | 南九州自動車道 （鹿児島道路）                    | 西日本高速道路   | 一般有料道路 | （全国路線網）        | B路線 市来IC - 鹿児島西IC間                                                             |
| 鹿児島県 |          | 指宿有料道路 （指宿スカイライン）                | 鹿児島県道路公社 | 一般有料道路 | 2042年4月3日          | 地域高規格道路「南薩縦貫道」の一部 2期および3期。1期は無料開放済み。                    |